# Borys Abramowicz
Borys Abramowicz (ur. 11 marca 1929 w Białymstoku, zm. 28 kwietnia 2014) – polski oficer Zarządu II Sztabu Generalnego Wojska Polskiego.
Syn Włodzimierza i Darii. 16 lutego 1973 w stopniu majora został oddelegowany jako oficer w Sekretariacie Generalnym Polskiej Delegacji Międzynarodowej Komisji Nadzoru i Kontroli w Wietnamie, gdzie odbywał służbę do 21 września 1973.
Zmarł 28 kwietnia 2014 w stopniu komandora porucznika. Został pochowany na Cmentarzu Witomińskim w Gdyni.